# Некуда (роман)
«Не́куда» — первый роман Николая Лескова, опубликованный в 1864 году в «Библиотеке для чтения» (№ 1—5; 7; 8; 10—12) под псевдонимом М. Стебницкий. При первой публикации роман предварял эпиграф, который был снят писателем во втором издании: «На тихеньких Бог нанесет, а резвенький сам набежит. Пословица». При жизни автора переиздавался в 1865, 1867, 1879, 1887, 1889 годах.

## История создания
Сам писатель говорит о своем произведении: «Роман „Некуда“ есть вторая моя беллетристическая работа (прежде его написан один „Овцебык“). Роман этот писан весь наскоро и печатался прямо с клочков, нередко писанных карандашом, в типографии. Успех его был очень большой. Первое издание разошлось в три месяца, и последние экземпляры его продавались по 8 и даже по 10 р. „Некуда“ — вина моей скромной известности и бездны самых тяжких для меня оскорблений. Противники мои писали и до сих пор готовы повторять, что роман этот сочинен по заказу III Отделения. На самом же деле цензура не душила ни одной книги с таким остервенением, как „Некуда“.<…> Красные помогали суровости правительственной цензуры с усердием неслыханным и бесстыдством невероятным. У меня одного есть экземпляр, сплетенный из корректур, по которому я хотел восстановить пропуски хотя в этом втором издании, но издатель мой, поляк Маврикий Вольф, упросил меня не делать этого, ибо во вставках были сцены, обидные для поляков и для красных, перед которыми он чувствует вечный трепет. Теперь я уже охладел к этому, и третье издание будет печататься прямо с этого, второго. Роман этот носит в себе все знаки спешности и неумелости моей. Я его признаю честнейшим делом моей жизни, но успех его отношу не к искусству моему, а к верности понятия времени и людей „комической эпохи“».
Повторно к образам Артура Бенни и Андрея Ничипоренко Лесков вернулся позднее, после смерти Бенни, в своём документальном очерке-памфлете «Загадочный человек», 1870 г.
В романе в художественной форме описывается Знаменская коммуна, созданная Василием Слепцовым в 1863 году.

## Сюжет
Роман о социалисте Вильгельме (Василии) Райнере, который долго жил за границей и русской жизни не знает, нигилистке Лизе Бахаревой, оставившей отчий дом, и еще нескольких персонажах, изображённых Лесковым с симпатией. Тем не менее, властолюбивые, безнравственные идеологи и «вожди» революционного движения Арапов, Завулонов, Красин, — описаны с нескрываемым отвращением. Себя автор изобразил под именем доктора Розанова.

## Персонажи и их прототипы
- Вильгельм (Василий) Райнер — Артур Иванович (Иоганнович) Бенни
- Лиза Бахарева — Мария Николаевна Коптева, жена Бенни
- Арапов — П. Аргиропуло
- Белоярцев — Василий Алексеевич Слепцов
- Завулонов — Александр Иванович Левитов
- Маркиза де Бараль — Евгения Тур (графиня Е. В. Салиас де Турнемир)
- Пархоменко — Андрей Иванович Ничипоренко
- Сёстры Ярославцевы («углекислые феи Чистых Прудов») — сёстры Новосильцевы
- Доктор Розанов — сам Лесков
- Ольга Александровна — Ольга Васильевна, первая жена Лескова
- Полинька Калистратова — Катерина Степановна Савицкая, будущая жена Лескова

## Реакция
В романе чувствовались намеки на реальных лиц тех лет, что вызвало скандал. Ходили слухи, что Лесков выполнил заказ полиции. Писарев прямо потребовал закрыть перед Лесковым двери журналов. Многие так и сделали. Избавиться от репутации доносчика Лесков смог нескоро.
Виктор Ерофеев в 2023 высказывался: "У Лескова есть роман "Некуда". Он показал, что и консерваторы неправы, реакционеры неправы, либералы неправы, и радикалы неправы. Этот роман заклевали. А сейчас так почитаешь – смотри-ка, Коля Лесков, ты все понял давным-давно и написал неплохой роман".

## Театральные постановки
- 1918 — «Некуда». Инсценировка Николая Массалитинова для Второй студии МХТ
- 2003 — «Грозный ангел (Некуда)». Инсценировка Екатерины Еланской для театра «Сфера (театр)»